# Zračna luka Beč
Međunarodna zračna luka Beč (IATA: VIE, ICAO: LOWW) (njem.: Flughafen Wien-Schwechat), smještena je u Schwechatu, 18 km jugoistočno od središta Beča, Austrija, najveća je i najprometnija zračna luka u Austriji. Zračna luka je glavno čvorište Austrian Airlinesa i njegovih podružnica, kao i avioprijevoznika Niki te Sky Europe.

## Vanjske poveznice
- www.viennaairport.com